# Blackburn Iris
Blackburn Iris − brytyjska łódź latająca z przełomu lat 20. i 30. XX wieku, w okresie użytkowania operacyjnego w latach 1930−1934 największy produkowany seryjnie samolot Royal Air Force. Maszyny tego typu uczestniczyły w kilku rekordowych i spektakularnych przelotach.

## Historia
Blackburn Iris była pierwszą łodzią latającą skonstruowaną w wytwórni lotniczej Blackburn Aircraft. Prace projektowe rozpoczęto w 1924 roku, w odpowiedzi na specyfikację Ministerstwa Lotnictwa 14/24. Pierwszy prototyp (numer fabryczny N185), drewnianej konstrukcji, został oblatany w sierpniu 1926 roku. Wkrótce powstał również drugi, nazwany Iris II, z metalowym kadłubem i wciąż drewnianymi skrzydłami. Wziął on udział w locie grupowym brytyjskich łodzi latających wokół Morza Bałtyckiego w 1927 roku, mając za pasażera ministra lotnictwa sir Samuela Hoare. W następnym roku tej samej maszyny użył wiceminister lotnictwa, sir Philip Sassoon, podczas swej podróży dyplomatycznej do Indii.
Na bazie tych doświadczeń RAF zamówił krótką serię łodzi latających Iris III, o całkowicie metalowej konstrukcji. Pierwsza z nich (N238) została oblatana 21 listopada 1929 roku, a do służby w 209. dywizjonie stacjonującym w bazie RAF Mount Batten koło Plymouth weszła w roku następnym. Była to jedyna jednostka używająca czterech egzemplarzy tych samolotów. W czerwcu 1930 roku dwa z nich przeleciały z Plymouth do Reykjavíku, w związku z obchodami tysiąclecia Althingu. 2 lipca jedna z nich (S 1264) przeleciała non-stop z Islandii do Stornoway na Hebrydy, jako pierwszy samolot RAF, który pokonał w obie strony trasę z Wielkiej Brytanii do Islandii i z powrotem. Innymi długodystansowymi lotami pilotów 209. dywizjonu na Irisach były: przelot przez Lizbonę do Gibraltaru w sierpniu 1930 roku oraz lot powrotny zespołu dwóch samolotów do Egiptu, z szefem sztabu RAF, marszałkiem Johnem Salmondem, odbywającym inspekcję tamtejszych oddziałów.
W latach 1933−1934 na używanych w RAF egzemplarzach samolotów przeprowadzano próby z nowymi silnikami i mocniejszym uzbrojeniem strzeleckim. Zaowocowały one powstaniem na bazie płatowca S 1593 nowego typu łodzi latającej, która pod nazwą Blackburn Perth od 1934 roku zastąpiła Iris w 209. dywizjonie.

## Opis konstrukcji
Blackburn Iris III była dwupłatową, pięciomiejscową rozpoznawczą łodzią latającą o konstrukcji całkowicie metalowej. Napęd stanowiły trzy silniki rzędowe Rolls-Royce Condor IIIB o mocy maksymalnej po 675 hp. Samolot był uzbrojony w trzy ruchome karabiny maszynowe Vickers kal. 7,7 mm, zainstalowane na obrotnicach na dziobie, pośrodku kadłuba i w części ogonowej. Mógł również przenosić ładunek do 908 kg bomb lotniczych.
Podczas prób wzmocnienia uzbrojenia na stanowisku dziobowym instalowane było między innymi działko kal. 37 mm.